# Severní Chorásán
Provincie Severní Chorásán se nachází v severovýchodním Íránu. Vznikla v roce 2004 rozdělením provincie Chorásán na tři části : Severní Chorásán, Chorásán-e Razáví, a Jižní Chorásán. Provincie má 6 krajů. Hlavním městem je Bodžnúrd.
Tato provincie má mnoho historických a přírodních zajímavostí, jako například minerální prameny, jezírka, rekreační oblasti, jeskyně a chráněné krajinné oblasti. Většina historických památek je z dob Kádžarovské dynastie, proto je často vyhledávanou turistickou destinací.